# Ursula Parrott
Ursula Parrott (26 de marzo de 1899-septiembre de 1957) fue una prolífica novelista, guionista y escritora de cuentos estadounidense cuya primera novela, Ex-Wife (1929), se convirtió en un éxito de ventas en la era del jazz. Adaptada al cine como La divorciada, fue protagonizada por Norma Shearer. Al explorar el divorcio, el aborto, la infidelidad, las cambiantes ideas sobre el matrimonio y los desastrosos efectos de la nueva moralidad en las mujeres, Ex-Wife provocó un escándalo por su franco retrato de las jóvenes trabajadoras en una Nueva York empapada de cócteles y whisky. Entre 1930 y 1936, Parrott vendió los derechos de ocho novelas y relatos que fueron llevados al cine.

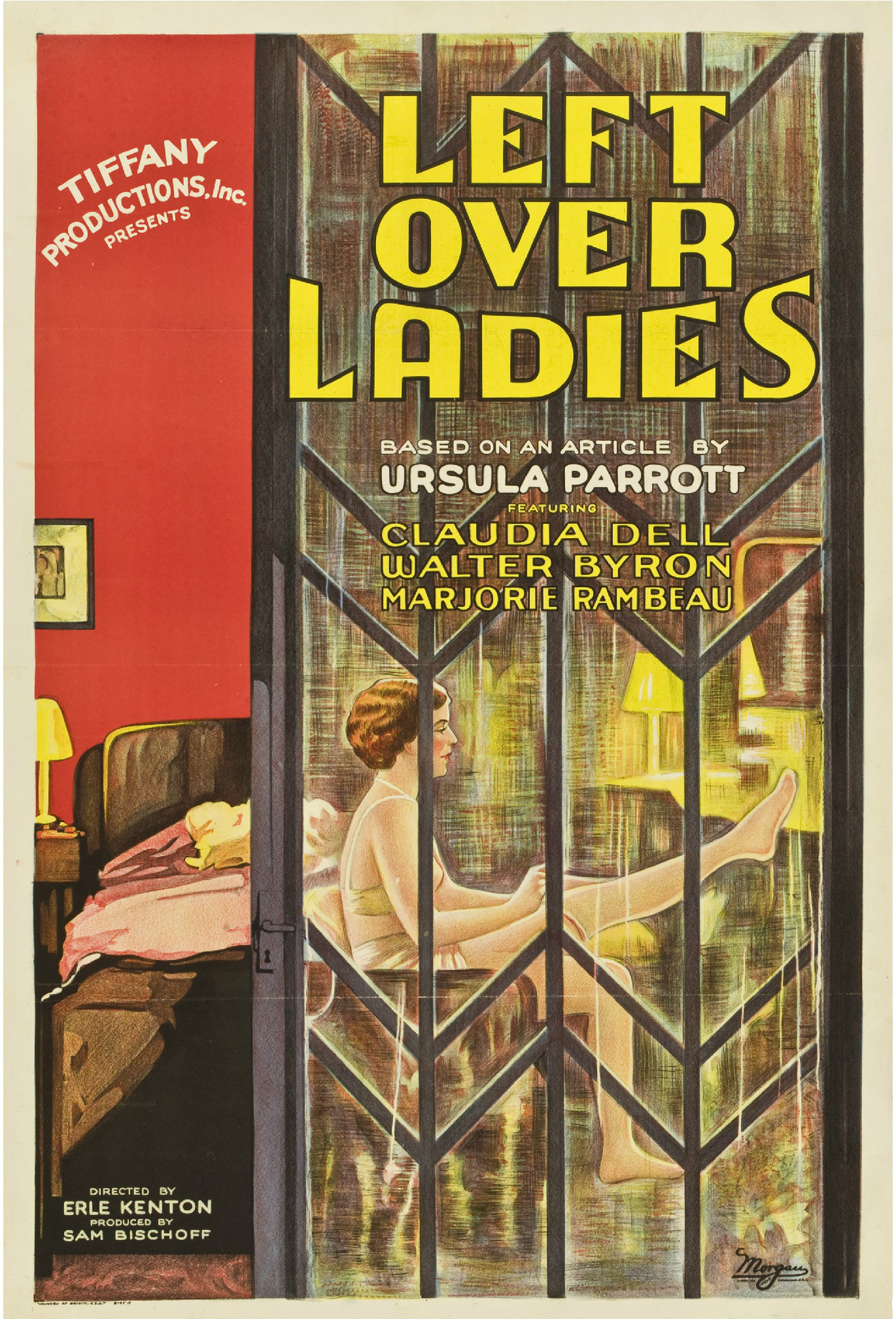
Cartel de Left Over Ladies (1931).

Durante la vida de la autora sus obras cayeron en el olvido, solo para revivir cuando Ex-Wife se reeditó en 1988 y 2023 (en libro de bolsillo), cosechando una considerable atención en el New York Times, The New Yorker, Paris Review y otras prestigiosas revistas. Amy Helmes y Kim Askew, del podcast Lost Ladies of Lit, compararon el libro con The Group de Mary McCarthy, The Best of Everything de Rona Jaffe e incluso con las obras maestras de F. Scott Fitzgerald El gran Gatsby y Suave es la noche.

## Vida personal
Ursula Parrott, nacida Katherine Ursula Towle en Dorchester, Massachusetts. estudió en la Girls' Latin School en Boston y en el Radcliffe College, una pequeña universidad femenina de artes liberales en Cambridge, Massachusetts.Tras licenciarse en Filología Inglesa en 1920, se trasladó a Greenwich Village, donde ese mismo año conoció a Lindesay Marc Parrott, entonces reportero de The New York Times, con quien se casó en 1922 y se divorció seis años más tarde.
Se volvió a casar en tres ocasiones más: con Charles T. Greenwood, un destacado banquero de Nueva York, en 1934; John Wildberg, un abogado, en 1937, y el comandante de la Fuerza Aérea Coster Schermerhorn en 1945. Se movía en círculos literarios e incluso se rumoreaba que había tenido un romance con F. Scott Fitzgerald. Su biografía no afirma tal cosa. En ella se señala que Fitzgerald estuvo encantado de trabajar en el guion de "Infidelidad", basado en uno de los relatos de Ursula.
En diciembre de 1942, Parrott fue noticia al ser acusada por el gobierno federal de intentar ayudar al guitarrista de jazz Michael Neely Bryan a escapar de la prisión militar de Miami Beach. En el juicio fue declarada inocente. "Aunque había publicado veintidós libros y más de cincuenta relatos, el New York Times seguía recordando su identidad como la autora de Ex-Wife", según comentaba el crítico de Paris Review, Michael LePointe, en 2019.
Famosa por sus gastos imprudentes, y aquejada por el consumo excesivo de alcohol y tabaco típico de la era del jazz, Parrott murió de cáncer en la sala de beneficencia de un hospital de Nueva York en 1957 a la edad de 58 años.

## Carrera
Ex-Wife, la primera novela de Parrott, se publicó de forma anónima en 1929. Fue un éxito y vendió más de 100.000 ejemplares en sus nueve ediciones. La publicación del «libro del que todo el mundo habla» por parte del New York Mirror coincidió con el desplome de la bolsa y el comienzo de la Gran Depresión. La MGM pagó 20.000 dólares por los derechos cinematográficos para la adaptación de la novela al cine como The Divorcee (1930). Fue protagonizada por Norma Shearer, quien también actuó en una adaptación de Strangers May Kiss, publicada en 1930. En 1936, la novela de Parott Next Time We Live (La próxima vez que vivamos) fue adaptada al cine como Next Time We Love.
Parrott alcanzó su mayor éxito entre 1929 y 1940, período durante el cual se convirtió en una solicitada guionista de Hollywood, además de escribir novelas y cuentos. Según los cálculos de su hijo su madre había ganado alrededor de 700.000 dólares (15.2 millones en dólares de 2024) durante ese período.
Al igual que Fitzgerald, la popularidad de Parrott alcanzó su punto álgido en la era del jazz, luego comenzó a declinar hasta remontar y conseguir una segunda y enorme popularidad. "Su biografía rescata y reconstruye los numerosos vestigios de Parrott, recuperando una importante voz y figura cultural estadounidense del olvido", según escribió Alan Sobsey en Los Angeles Review of Books, en 2023.

## Novelas
- Ex-Wife, con prólogo de Alissa Bennett y epílogo de Marc Parrott, Nueva York: McNally Editions, 2023 (Original: 1929), ISBN 978-1-946022-56-1
- Strangers May Kiss, Johnathan Cape y Harrison Smith; primera edición (1 de enero de 1930).
- Love Goes Past. Jonathan Cape y Harrison Smith; primera edición (1 de enero de 1931).
- The Tumult and the Shouting. Green and Co; primera edición (1 de enero de 1933).
- For All Our Lives. Dodd, Mead and Co.;  aparente primera edición (1 de enero de 1938).
- Heaven's Not Far Away. Dodd, Mead & Company (1 de enero de 1942).
- Navy Nurse. Dodd, Mead & Co. (1 de enero de 1943).
- Even In One Hundred Years. Novela final. Los detalles de publicación no están claros.

## Adaptaciones cinematográficas
- Next Time We Love
- There's Always Tomorrow (1956)
- La divorciada
- Strangers May Kiss
- Love Affair (1932)